# Jean Bouman
Pour les articles homonymes, voir Bouman.

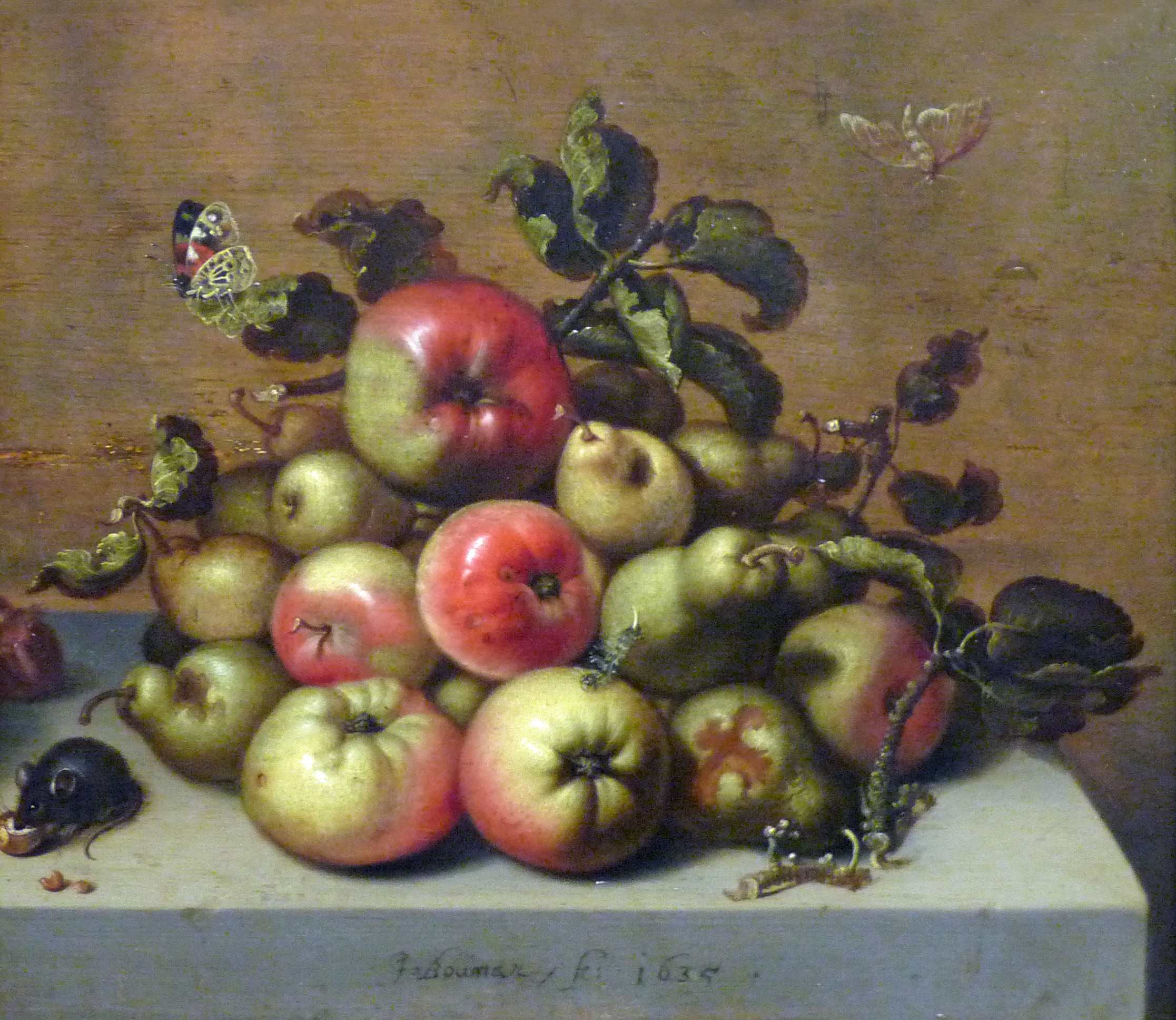
Nature morte (Musée des beaux-arts de Strasbourg)

Jean Bouman ou Johannes Bouman ou encore Jan Bouman (Strasbourg, ca 1601 - Utrecht, ca 1658) est un peintre alsacien du XVIIe siècle. Jean Bouman est un peintre de nature morte, spécialisé dans la peinture de fruits.

## Biographie
On ne connaît que peu de choses sur la vie de Jean Bouman. Il a été baptisé à Strasbourg le 17 décembre 1601. Il s'établit à Amsterdam en 1622 où il est enregistré comme peintre. En 1626, il se marie avec Anna Brongers de Wezel.

## Œuvres
- Nature morte au sapajou, Musée des beaux-arts de Strasbourg
- Nature morte avec des poires et une souris (1635), Musée des beaux-arts de Strasbourg
- Nature morte avec un panier de poires et de grappes de raisin (1633), Tiroler Landesmuseum Ferdinandeum, Innsbruck
- Plat en porcelaine rempli de fruits, Museum Flehite, Amersfoort